# 화순이
"화순이"는 1982년에 개봉한 대한민국의 영화이다.

## 캐스팅
- 김수미 : 화순 역
- 백일섭 : 만석 역
- 추봉
- 김지영